# Coupe d'Autriche féminine de football
La Coupe d'Autriche féminine de football (en allemand : Österreichischer Frauen-Fußballcup) est une compétition de football féminin réunissant les clubs d'Autriche de première et deuxième divisions.

## Palmarès
| Saison    | Vainqueur                                                                      | Score                                                                          | Finaliste                                                                      |
| --------- | ------------------------------------------------------------------------------ | ------------------------------------------------------------------------------ | ------------------------------------------------------------------------------ |
| 1972-1973 | USC Landhaus Vienne                                                            | 16-0 / 10-0                                                                    | SV Kagran                                                                      |
| 1973-1974 | ESV Ostbahn XI Vienne                                                          | 1-1 / 2-1 t.a.b.                                                               | USC Landhaus Vienne                                                            |
| 1974-1975 | USC Landhaus Vienne                                                            | 2-0                                                                            | ESV Ostbahn XI Vienne                                                          |
| 1975-1976 | USC Landhaus Vienne                                                            | 3-1 / 3-0                                                                      | SV Kagran                                                                      |
| 1976-1977 | SV Elektra Vienne                                                              | 2-0                                                                            | USC Landhaus Vienne                                                            |
| 1977-1978 | SV Elektra Vienne                                                              | 5-0 / 5-1                                                                      | LUV Graz                                                                       |
| 1978-1979 | LUV Graz                                                                       | 3-2                                                                            | SV Elektra Vienne                                                              |
| 1979-1980 | USC Landhaus Vienne                                                            | 1-1 / 3-2 (t.a.b.)                                                             | SV Elektra Vienne                                                              |
| 1980-1981 | ESV Ostbahn XI Vienne                                                          | 4-0                                                                            | Alland/Brunn am Geb.                                                           |
| 1981-1982 | ESV Ostbahn XI Vienne                                                          | 3-2                                                                            | USC Landhaus Vienne                                                            |
| 1982-1983 | ESV Ostbahn XI Vienne                                                          | 3-0                                                                            | USC Landhaus Vienne                                                            |
| 1983-1984 | ESV Ostbahn XI Vienne                                                          | 3-1                                                                            | LUV Graz                                                                       |
| 1984-1985 | FC Wacker Innsbruck                                                            | 2-0                                                                            | LUV Graz                                                                       |
| 1985-1986 | USC Landhaus Vienne                                                            | 2-0                                                                            | LUV Graz                                                                       |
| 1986-1987 | USC Landhaus Vienne                                                            | 2-1                                                                            | DFC Leoben                                                                     |
| 1987-1988 | USC Landhaus Vienne                                                            | 3-1                                                                            | DFC Austria Brunn am Geb.                                                      |
| 1988-1989 | non disputée                                                                   | non disputée                                                                   | non disputée                                                                   |
| 1989-1990 | SC Brunn am Gebirge                                                            | 2-1                                                                            | DFC Leoben                                                                     |
| 1990-1991 | Union Kleinmünchen                                                             | 3-2                                                                            | USC Landhaus Vienne                                                            |
| 1991-1992 | non disputée                                                                   | non disputée                                                                   | non disputée                                                                   |
| 1992-1993 | Union Kleinmünchen                                                             | 3-2                                                                            | DFC Heidenreichstein                                                           |
| 1993/94   | Innsbrucker AC                                                                 | 1-1 / 3-2 (t.a.b.)                                                             | USC Landhaus Vienne                                                            |
| 1994-1995 | Union Kleinmünchen                                                             | 1-0                                                                            | DFC Heidenreichstein                                                           |
| 1995-1996 | Union Kleinmünchen                                                             | 2-0                                                                            | Innsbrucker AC                                                                 |
| 1996-1997 | USC Landhaus Vienne                                                            | 3-2                                                                            | Union Kleinmünchen                                                             |
| 1997-1998 | Union Kleinmünchen                                                             | 3-1                                                                            | SV Neulengbach                                                                 |
| 1998-1999 | Union Kleinmünchen                                                             | 6-0                                                                            | USC Landhaus Vienne                                                            |
| 1999-2000 | USC Landhaus Vienne                                                            | 5-3                                                                            | DFC Leoben                                                                     |
| 2000-2001 | USC Landhaus Vienne                                                            | 10-1                                                                           | Union Kleinmünchen                                                             |
| 2001-2002 | USC Landhaus Vienne                                                            | 11-1                                                                           | ASV Margarethen/Lavantal                                                       |
| 2002-2003 | SV Neulengbach                                                                 | 5-1                                                                            | Union Kleinmünchen                                                             |
| 2003-2004 | SV Neulengbach                                                                 | 12-0                                                                           | FC Südburgenland                                                               |
| 2004-2005 | SV Neulengbach                                                                 | 2-1                                                                            | Innsbrucker AC                                                                 |
| 2005-2006 | SV Neulengbach                                                                 | 3-0                                                                            | LUV Graz                                                                       |
| 2006-2007 | SV Neulengbach                                                                 | 3-1                                                                            | LUV Graz                                                                       |
| 2007-2008 | SV Neulengbach                                                                 | 6-2                                                                            | USC Landhaus Vienne                                                            |
| 2008-2009 | SV Neulengbach                                                                 | 5-1                                                                            | FC Wacker Innsbruck                                                            |
| 2009-2010 | SV Neulengbach                                                                 | 4-0                                                                            | ASK Erlaa McDonalds                                                            |
| 2010-2011 | SV Neulengbach                                                                 | 4-0                                                                            | LUV Graz                                                                       |
| 2011-2012 | SV Neulengbach                                                                 | 4-0                                                                            | FC Wacker Innsbruck                                                            |
| 2012-2013 | ASV Spratzern                                                                  | 3-3ap, 4-3tab                                                                  | SV Neulengbach                                                                 |
| 2013-2014 | FSK Sankt Pölten-Spratzern                                                     | 4-3                                                                            | SV Neulengbach                                                                 |
| 2014-2015 | FSK Sankt Pölten-Spratzern                                                     | 4-3                                                                            | SV Neulengbach                                                                 |
| 2015-2016 | FSK Sankt Pölten-Spratzern                                                     | 1-0                                                                            | SV Neulengbach                                                                 |
| 2016-2017 | FSK Sankt Pölten                                                               | 5-0                                                                            | SV Neulengbach                                                                 |
| 2017-2018 | FSK Sankt Pölten                                                               | 5-1                                                                            | SV Neulengbach                                                                 |
| 2018-2019 | FSK Sankt Pölten                                                               | 2-0                                                                            | USC Landhaus Vienne                                                            |
| 2019-2020 | Compétition arrêtée en raison de la pandémie de Covid-19 ; titre non attribué. | Compétition arrêtée en raison de la pandémie de Covid-19 ; titre non attribué. | Compétition arrêtée en raison de la pandémie de Covid-19 ; titre non attribué. |
| 2020-2021 | Compétition non organisée                                                      | Compétition non organisée                                                      | Compétition non organisée                                                      |
| 2021-2022 | SKN Sankt-Pölten                                                               | 2-0                                                                            | SK Sturm Graz                                                                  |
| 2022-2023 | SKN Sankt-Pölten                                                               | 3-1                                                                            | SPG SCR Altach/FFC Vorderland                                                  |
| 2023-2024 | SKN Sankt-Pölten                                                               | 3-0                                                                            | Austria Vienne                                                                 |
| 2024-2025 | SKN Sankt-Pölten                                                               | 2-1                                                                            | Austria Vienne                                                                 |

## Bilan par clubs
| Club | Victoires | Finales |
| --- | --------- | ------- |
| Austria Vienne (USC Landhaus)                                                                                 | 11        | 22      |
| SKN St. Pölten                                                                                                | 11        | 8       |
| SV Neulengbach                                                                                                | 10        | 17      |
| Union Kleinmünchen                                                                                            | 6         | 9       |
| ESV Ostbahn XI Vienne                                                                                         | 5         | 6       |
| SV Elektra Vienne                                                                                             | 2         | 4       |
| LUV Graz | 1         | 8       |
| Alland/Brunn am Geb., Innsbrucker AC, FC Wacker Innsbruck                                                     | 1         | 3       |
| DFC Leoben |           | 3       |
| DFC Heidenreichstein, SV Kagran                                                                               |           | 2       |
| ASV Margarethen/Lavantal, FC Südburgenland, ASK Erlaa McDonalds, SK Sturm Graz, SPG SCR Altach/FFC Vorderland |           | 1       |